# Célestin Evrard
Pour les articles homonymes, voir Evrard.
Célestin Evrard, alias Strangler, né le 13 novembre 1923 à Vedrin et décédé le 23 octobre 2012 à Champion (Namur), est un résistant belge de la Seconde Guerre mondiale. Membre de l'Armée Secrète et agent du groupe D du Service Hotton. Chef de la section Chimay/Mariembourg.

## Biographie
Célestin Evrard est élevé dans le patriotisme par son père et surtout à l’Athénée  royal de Namur où il est un élève brillant. 
Au début de la guerre, Célestin est âgé de 16 ans lorsqu'il répond à l’appel du 10 mai 1940. Par réquisition de la gendarmerie, il reçoit l’ordre de se rendre à Namur, puis Ypres et Poperinghe d’où il est envoyé en France. Il arrive à Toulouse, au XVIIe Centre de Recrutement de l'Armée Belge (C.R.A.B.), le 21 mai. De là il est envoyé à Mauvezin dans le Gers et y intègre la 172e Compagnie. Après la capitulation de l'armée belge le 28 mai, il est renvoyé en Belgique fin septembre 1940. La défaite rapide de l’armée belge crée un énorme vide pour Célestin et exacerbe son ardeur patriotique. Il est alors bien décidé à se battre pour son pays et à rejoindre les Forces belges au Congo belge. Pour y parvenir il décide de passer par la France et l'Espagne. Après avoir passé la ligne de démarcation à Vierzon en traversant le Cher à la nage, il tente de rejoindre les Pyrénées. Il est arrêté par la gendarmerie française et remis aux mains de la marine allemande à Bordeaux. Après un interrogatoire, agrémenté de quelques coups, la marine le transfère à l'arsenal de Lorient où il est incarcéré. Il y est occupé à divers travaux jusqu'au début du mois d’avril 1942. Il arrive à déjouer la surveillance d’un garde allemand, plutôt complaisant, et s’évade pour rentrer en Belgique, abandonnant son projet de rejoindre le Congo.
Pour se soustraire alors aux réquisitions pour le travail obligatoire, instaurées par les Allemands et pour lesquelles il ne répond pas aux convocations, il se cache dans le pigeonnier chez son voisin, Jean Marquet (frère du colonel Victor Marquet). Il propose ses services à la résistance et est mis en contact avec des agents du Front de l'Indépendance qui devient plus tard le F.I.N. – Front de l’Indépendance Namur. Il s’acquitte de quelques missions de résistance civile. Célestin est notamment chargé de l'inventaire et de la surveillance des munitions du dépôts de Vedrin et des fort désaffectés de Cognelée et d'Emines. Mais il préférerait rejoindre un groupe armé et se battre contre les Allemands et les rexistes.
Son voisin, Jean Marquet, au courant de ses intentions lui offre en 1943 la possibilité d’assouvir ses désirs. En effet, ce dernier, postier à Namur, fait partie du Groupe W de résistance civile, sous le code W40. Il le met en contact avec des responsables de la résistance armée que Célestin rencontre à Vaulx près de Chimay,. Il devient membre de l'Armée Secrète Belge avec plus tard le grade de sergent et agent du groupe D du Service Hotton de la 2e Direction du Ministère de la Défense Nationale belge en exil à Londres. Il dirige ainsi la section Chimay/Mariembourg,.
Il participe à de hauts faits de résistance armée dans la région namuroise et en Thiérache. Le service Hotton ayant reçu l’ordre du MDN de Londres, il est chargé, ainsi qu’un autre agent, d’éliminer des gestapistes de la SIPO (Sicherheitspolizei – Police secrète formée de SS) d’Anvers, venus prêter main-forte aux rexistes de Namur pour l’assassinat de  François Bovesse. L’interception de ceux-ci a lieu le 6 mai 1944 dans la maison particulière où ils logent, au numéro 12 de la rue du Belvédère à Salzinnes. Après un échange de tir au pistolet, la mission se solde par la mort des 2 gestapistes. Un troisième membre de la SIPO qui les accompagne est grièvement blessé,.   
Célestin Evrard est arrêté le 10 mai 1944 à l'Auberge des Collets à Wépion par la "Geheime Feldpolizei. Incarcéré dans les prisons de Namur et de Charleroi, il est ensuite interné, jusqu'à la libération par les troupes françaisesle 20 avril 1945, dans le camp disciplinaire (Straflager) de Betzingen/Reutlingen en Allemagne,,,.
Peu de temps après son retour en Belgique, il travaille pour l'armée américaine au château d'Amée à Jambes. En 1946 il entre à la Esso Petroleum Company à Saint-Servais et en 1948 au casino de Namur où il est employé jusqu’à la fin de sa carrière.

## Décorations
- Croix de Chevalier de l'Ordre de Léopold II avec Glaives Croisés et Millésimes 1940-1945 en Bronze
- Médaille Militaire de 2e Classe 1940-1945 avec Palme (Citation[19] - Arrêté du Prince Régent No 5732 du 29 janvier 1949)
- Croix de Guerre 1940-1945 avec Palme (Citation[19] - Arrêté du Prince Régent No 5732 du 29 janvier 1949)
- Médaille de la résistance armée 1940-1945 (Citation[19] - Arrêté du Prince Régent No 5732 du 29 janvier 1949)
- Médaille du Volontaire de Guerre Combattant avec barrette en Argent 1940-1945
- Médaille commémorative de la guerre 1940-1945 avec Sabres Croisés
- King's Medal for Courage in the Cause of Freedom (Grande-Bretagne) - Citation
- Croix du prisonnier politique 1940-1945
- Médaille des Déportés 1942-1945
- Médaille des C.R.A.B. 1940
- Palmes d'Or de l'Ordre de la Couronne
- Invalide de Guerre 1940-1945

## Sources
- Marcel Franckson et Jacques Burniat, Chronique de la Guerre Subversive 1941-1944 : Le Service Hotton en Thiérache, Bruxelles, FDM Edition, 1996 (CEGES : BA 21.279)
- José Béroudia et Marcel Franckson, Les outils de la lutte clandestine, 1941-44 - L'armement du Service Hotton, Bruxelles, FDM Edition, 2000 (CEGES : BA 29.118)
- Célestin Evrard, Mes Jeunes Années Perdues : Mémoires 1941-1951, CEGES : AB 2413, 16 avril 1997
- Marc Simal, Evrard Célestin : Chronique d'un Résistant 1940-1945, La Louvière, Le Livre en Papier, 2017 (CEGES)
- Le Courrier des jeunes du Service Hotton
- Archives de la Fraternelle du Service Hotton
- Archives de l'Armée Secrète - Centre de Documentation Historique de la Défense - Classified Archives (ACOS-IS/SI-S-CA)
- Archives de la Ville de Reutlingen (Allemagne)